# Hieracium guthnickianum
Hieracium guthnickianum là một loài thực vật có hoa trong họ Cúc. Loài này được Hegetschw. mô tả khoa học đầu tiên.